# Bricka (förbandsteknik)

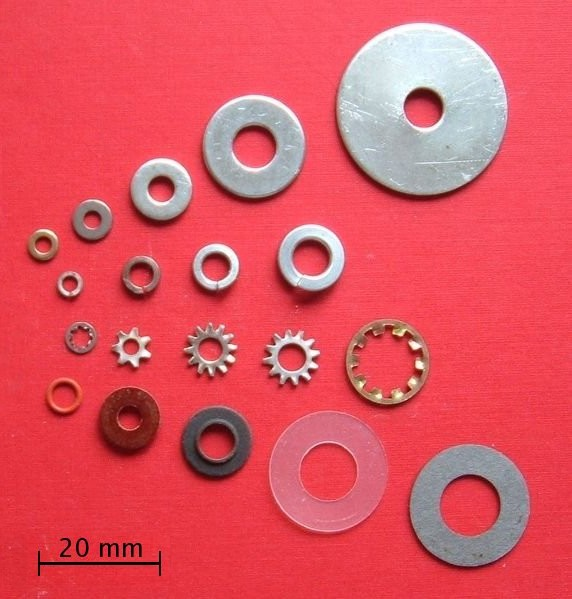
Olika slags brickor.

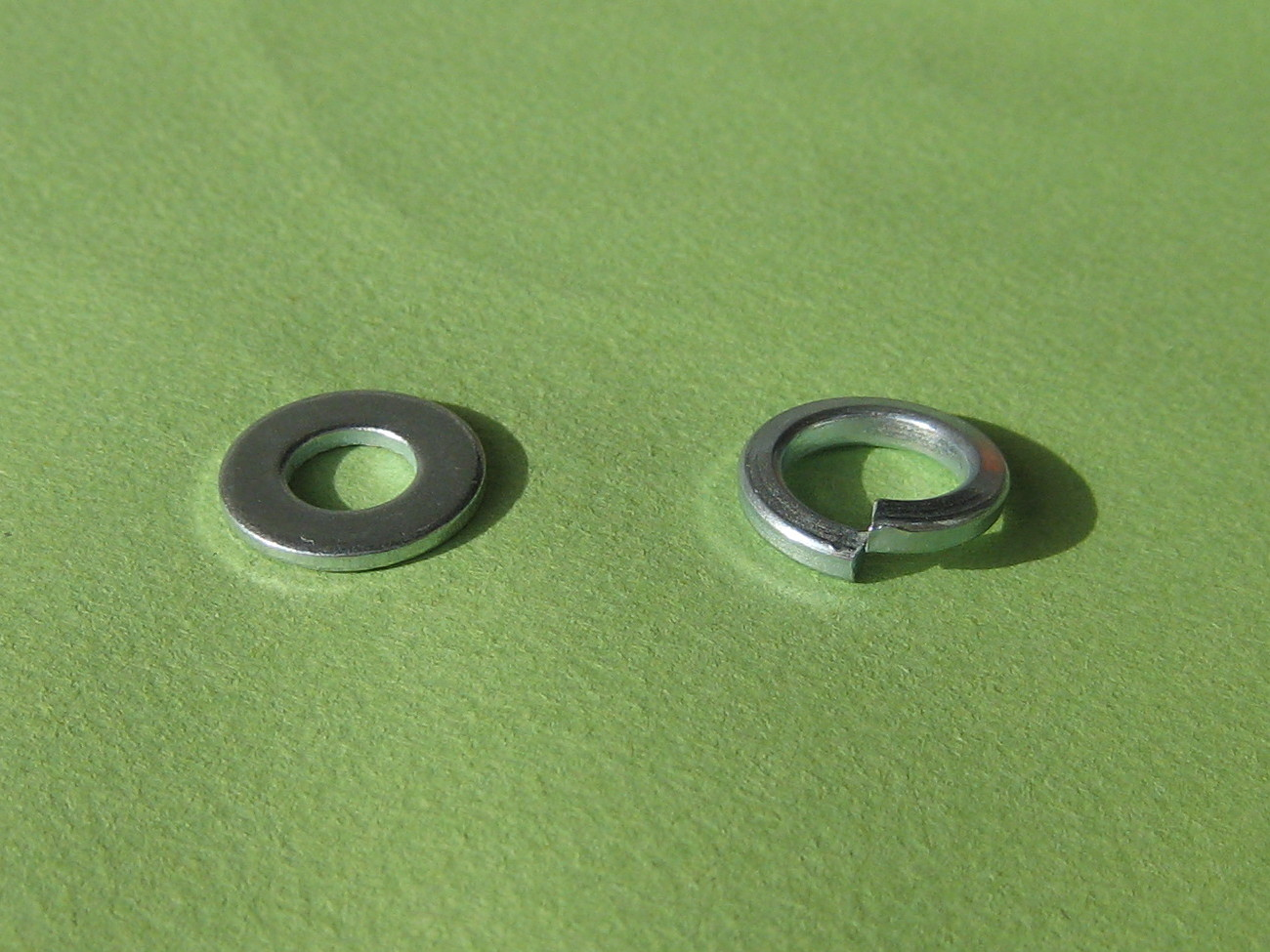
Plan bricka (vänster) och fjäderbricka (delad) (höger).

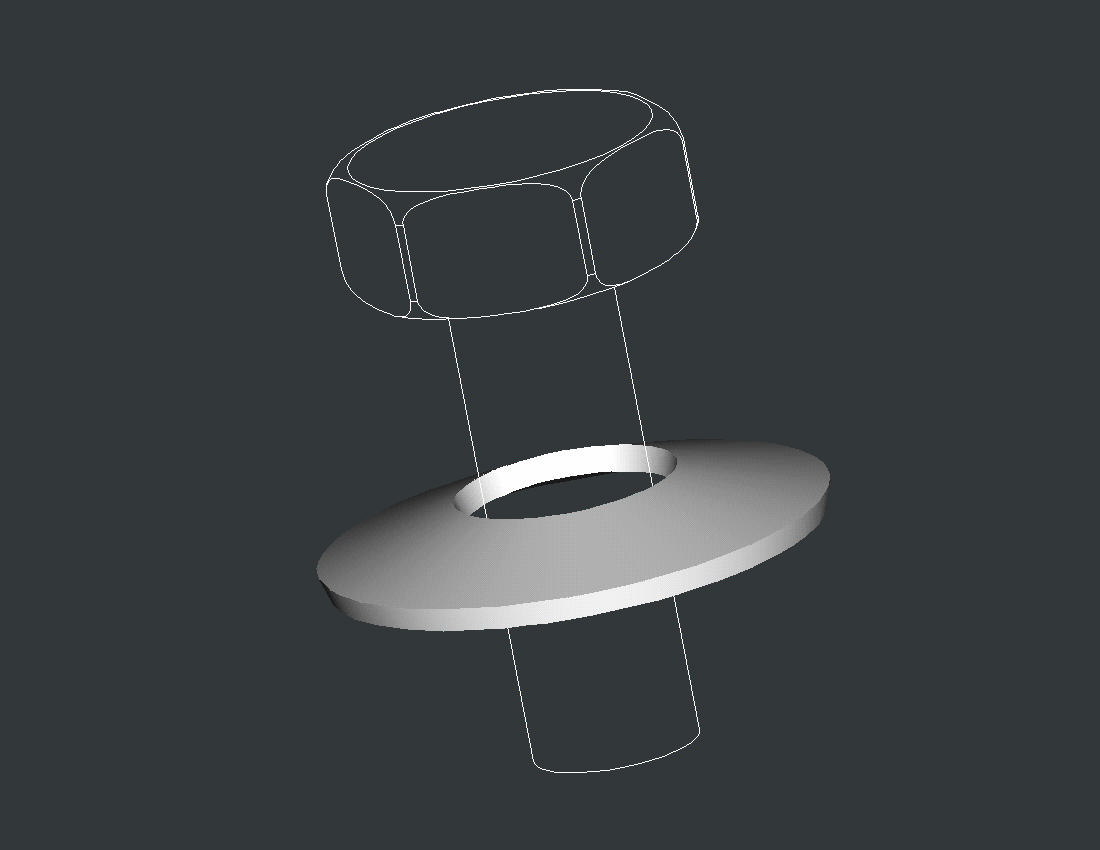
Belleville-bricka eller konisk bricka.

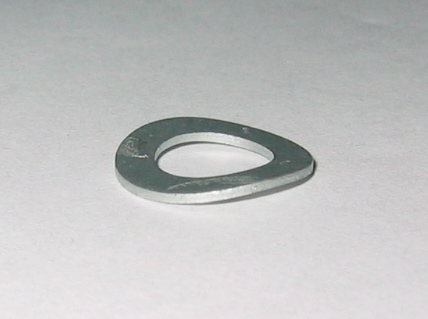
Skevad bricka.

En bricka är en hålförsedd platta som vanligtvis används för att fördela belastningen i ett skruvförband. 

## Användning
Brickor används även för att fjädra, förhindra förslitning, och som lås. De används även när hålet har större diameter än skruvens huvud. Gummibrickor används även i kranar där de bildar ett lås som stänger av vätske- eller gasflöde. Brickor är också viktiga för att förhindra galvanisk korrosion, särskilt genom att isolera stålskruvar från aluminiumytor. Normalt har brickor en ytterdiameter som är dubbelt så stor som innerdiametern. 

## Olika typer
Brickor kan delas in i tre olika typer; vanlig plan bricka, fjäderbricka och låsbricka.

### Plana brickor
- Plan bricka
- Fender-bricka
- Sfärisk bricka
- Ankarbricka
- Flänsmutter
- Momentbricka

### Fjäder- och låsbrickor
- Belleville-bricka, konisk bricka
- Skevad bricka
- Fjäderbricka, delad bricka, är en bricka som är delad vid en punkt av ringen och sedan böjd till en fjäderform. Fjäderformen är menad att fungera som en låskraft mellan skruvskallen och materialet skruven fästs i. Effektiviteten vid användning av en fjäderbricka för låsning av skruvförband är dock under debatt, då riktlinjer har beskrivit funktionen av fjäderkraften för låsning som obefintlig.[1]
- Skevad fjäderbricka
- Tandad låsbricka